# Коровьи дни
«Коровьи дни» (англ. Cow Days) — эпизод 213 (№ 26) сериала «Южный Парк», премьера которого состоялась 30 сентября 1998 года.

## Сюжет
Семейная пара Том и Мэри побеждает в игровом телешоу; призом становится поездка на праздник «Коровьи дни», проходящий в Саут-Парке. Они крайне огорчены этим обстоятельством; действительно, ярмарка, проводимая в городе, а также убогие коровьи бега производят на них тягостное впечатление. Тем не менее, празднику очень радуются все горожане. Стэн, Кайл, Кенни и Картман гуляют по ярмарке и замечают аттракцион, в котором, попав мячом в рот картонной Дженнифер Лав Хьюитт, можно выиграть куклу Терренса и Филлипа с их автографом. Однако, выиграть не выходит, поскольку аттракцион нечестный — мячи слишком большие. Пожаловавшись полицейскому Барбреди, они добиваются победы, но вместо кукол хозяин аттракциона предлагает им на выбор карманное зеркальце Барби или зубочистку Бона Джови, потому что для получения кукол нужно победить 7 раз, о чём он заранее говорить ребятам не стал.
Так как у мальчиков больше нет денег на игру, Кайл идёт к матери и берет у неё 15 долларов; однако по дороге обратно к тиру Картман тратит почти всё, принимая участие во всех встретившихся под дороге гротескно-дурацких ярмарочных аттракционах. Тогда Кайлу приходит в голову идея заработать деньги на игру, отправив провинившегося Картмана на соревнование в езде на быке. Тренируясь перед соревнованием на аттракционе и настоящем, довольно престарелом быке Картман падает, сильно ударившись головой, после чего начинает воображать себя вьетнамской проституткой по имени Минг Ли. В таком виде он и выигрывает состязание, будучи привязанным к быку.
Стоящая в городе по случаю праздника статуя-часы с большой коровой, мычащей каждый час, привлекает внимание настоящих городских коров. Они похищают её и начинают ей поклоняться. По обвинению в похищении часов-коровы в тюрьму сажают Тома и Мэри, которые и погибают там без еды. Обнаруживают их лишь после того, как становятся известны настоящие похитители. Когда статую отбирают у коров и увозят, все коровы кончают жизнь самоубийством, бросаясь с ближайшего обрыва в пропасть.
Стэн, Кайл и Кенни меняют призовые $ 5 тысяч на пару кукол Терренса и Филлипа, но выясняется, что куклы — подделки, разваливающиеся на части. Они «официально объявляют» устроителя аттракциона кидалой; в результате к ним присоединяются жители города, обвиняя в мошенничестве всех устроителей ярмарки и избивают их мётлами, а мальчикам достаются все куклы.
В конце серии мальчики стоят на тротуаре и Картман рассказывает им свой сон — как он был вьетнамской проституткой и его шлёпал Леонардо Ди Каприо. Стэн и Кайл смеются над ним и уверяют, что это был лишь сон. В этот момент мимо них проезжает в лимузине Леонардо Ди Каприо и благодарит Картмана за прекрасно проведённое с ним время.

## Смерть Кенни
Когда Картман падает с быка и не шевелится, Кенни кричит сквозь парку: «О Боже мой, мы убили Картмана!», на что Кайл отвечает: «Нет, мы его не убили, он дышит». Позже, на родео Кайл просит Кенни пойти помочь Картману слезть с разъярённого быка. Кенни после недолгого размышления категорически отказывается. В это время бык пробивает заграждение и насаживает Кенни на рог. Стэн и Кайл кричат: «О Боже мой, они убили Кенни! — Сволочи!»

## Пародии
- Галлюцинация Картмана о том, что он вьетнамская проститутка, возможно является отсылкой к фильму Цельнометаллическая оболочка. Стэнли Кубрик — один из любимых режиссёров Трея Паркера, и в других эпизодах также встречаются отсылки к фильмам Кубрика.

## Факты
- В этом эпизоде появляются инопланетяне: один из их виден на заднем плане, когда Кайл просит Кенни отдать его талоны на питание, а второй виден сквозь окно лимузина Леонардо Ди Каприо.
- На карнавале можно заметить палатки, призами в которых служат куклы похожие на Полли-Вертихвостку Эрика.
- Бег от коров — намёк на праздники Сан-Фермин и Энсьерро.